# Сіра акула північноавстралійська
Сіра акула північноавтралійська (Carcharhinus fitzroyensis) — акула з роду Сіра акула родини сірі акули. Інші назви «річкова сіра акула», «струмкова сіра акула».

## Опис
Загальна довжина досягає 1,5 м, звичайна — 1-1,3 м. Зовнішністю нагадує білощоку сіру акулу. Голова невелика. Морда довга, вузька, має параболічну форму. Очі середнього розміру, круглі, з мигательною перетинкою. Ніздрі великі, з шкіряними носовими складками, утворюючи на кінчику характерний сосок. Борозни на верхній губі невеликі, слабко виражені. Рот серпоподібний. На верхній щелепі зуби довгі, трикутної форми із сильно зазубреними крайками, ближче до кутів рота має виражений нахил до країв щелепи. На нижній щелепи тонкі, вертикальні, з дрібними зазубреними. на кожній щелепі по 30 робочих зубів. У неї 5 пар коротких зябрових щілин. Тулуб веретеноподібний, доволі щільний. Грудні плавці великі, трикутні форми. Передній спинний плавець розташовано позаду грудних плавців. Він набагато перевершує задній плавець. Задній спинний плавець розташовано позаду або навпроти анального плавця. Анальний плавець трохи більше за задній плавець. Хвостовий плавець гетероцеркальний, верхня лопать довше за нижню. На верхній лопаті присутня виїмка-«вимпел».
Забарвлення спини коливається від бронзового до бурувато-сірого, інколи з блакитно-сірим відливом. Черево має білий колір. Особливістю цієї акули є наявність темного кінчика заднього спинного плавця.

## Спосіб життя
Тримається на глибині до 40-45 м. Часто зустрічається у гирлах річок та струмків. Живиться дрібними костистими рибами, креветками, крабами, лангустами, кальмарами, дрібними восьминогами, морськими червами, морськими зміями, падлом. Характерною особливістю є присутність акули під час вилову китобійними суднами китів або інших великих акул. Ця акула нападає та шматує впійманих риб або тварин.
Статева зрілість у самців настає при розмірах 83-88 см, у самиць — 90-100 см. Це живородна акула. Парування відбувається щорічно. Вагітність триває 7-9 місяців. Самиця з лютого до травня народжує 1-7 акуленят завдовжки від 35 до 50 см.
Природними ворогами є великі види рифових, сірих та тигрових акул, а також паразити — солітери та нематоди.
М'ясо цієї акули їстівне та смачне. Для людини не становить небезпеки.

## Розповсюдження
Є ендеміком акваторії Австралії. Мешкає уздовж північного узбережжя цього континенту (від містечка Гладстон до мису Кюв'є).